# 印度人口

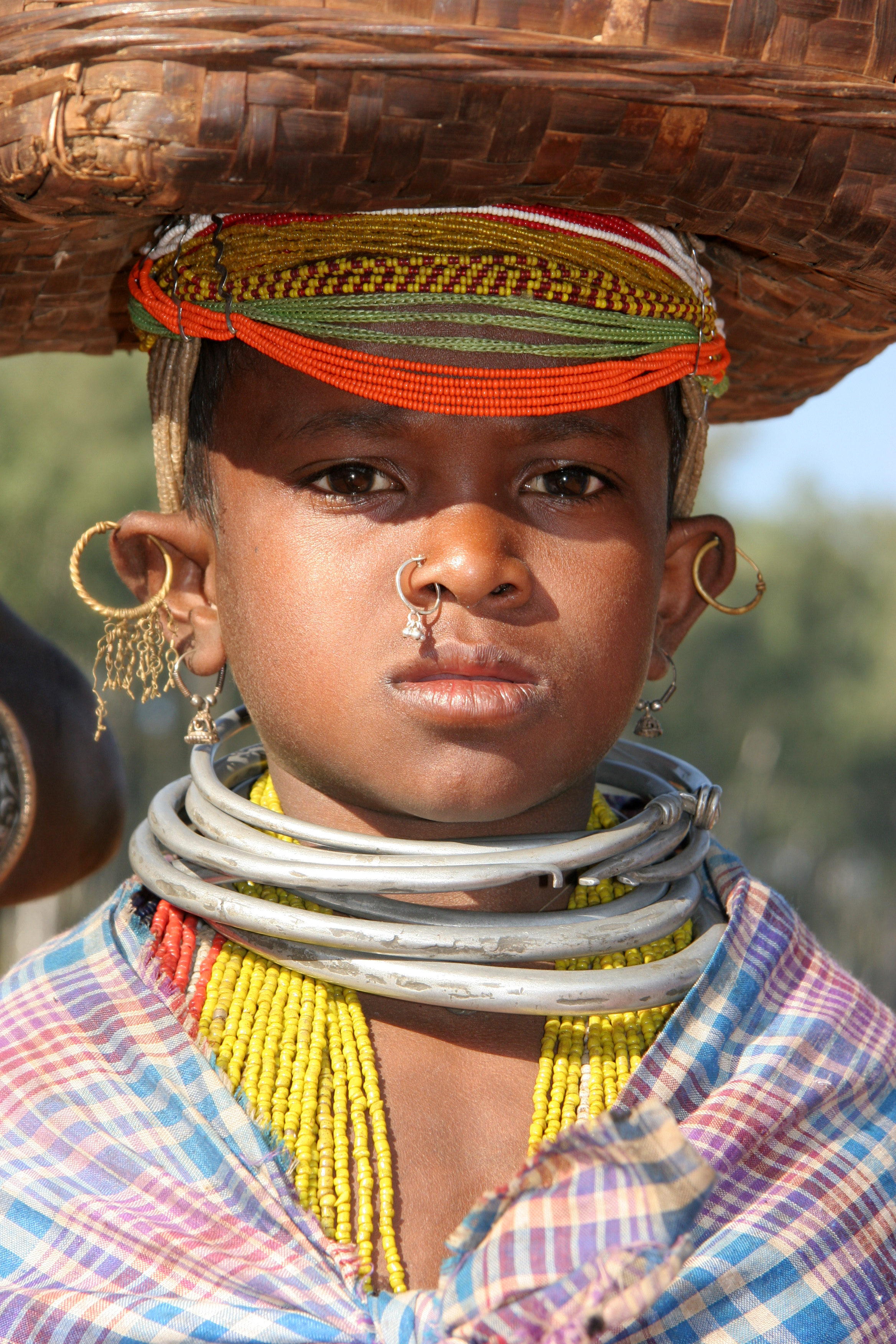
前往菜市場的印度女孩

印度人口增长从1960年的4.43亿到2000年的10.04亿

印度各地区人口密度地图

十年来印度人口增长地图

印度识字率地图

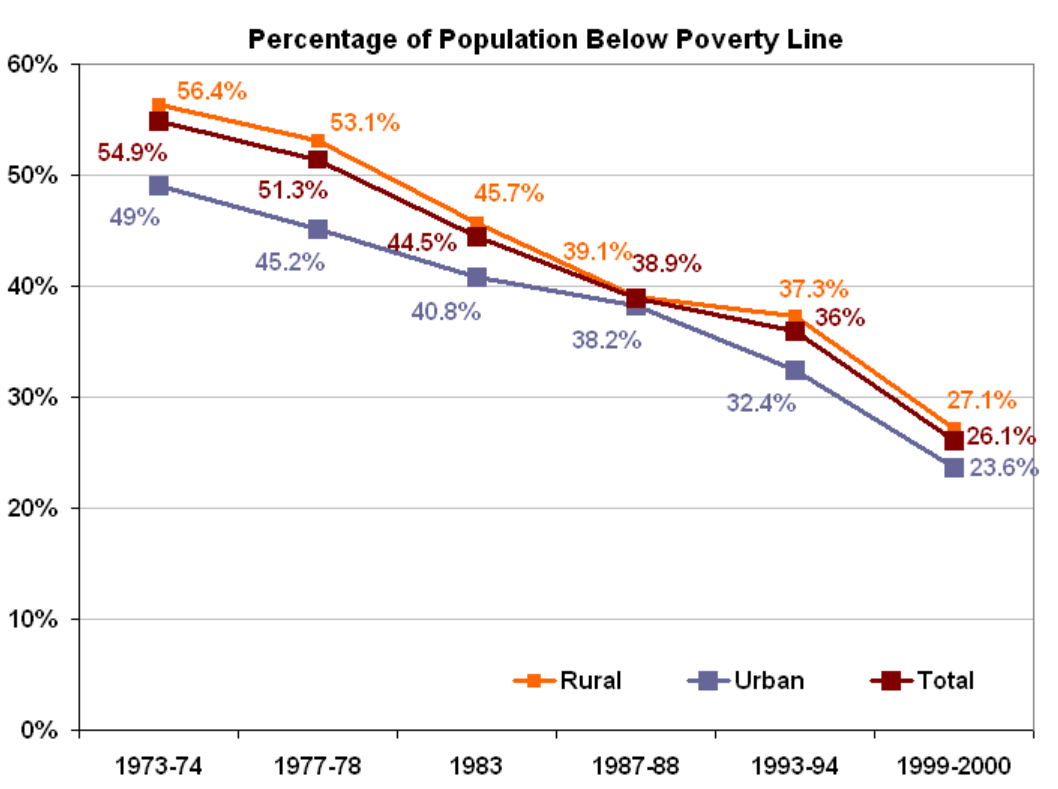
印度贫困线以下人口百分比图表

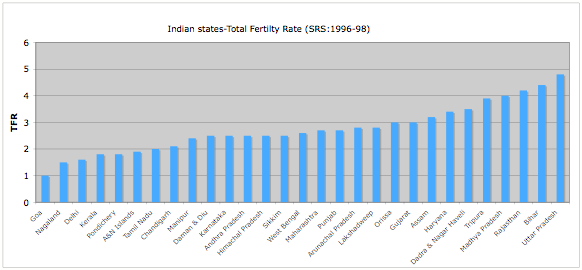
印度人口出生率图表(SRS survey 1996-98)

印度是世界上人口最多的国家，2021年人口总数已超过14億，占世界人口的六分之一。2023年4月底，印度超过中国成为世界上人口最多的国家。印度人使用的语言众多，宗教、习俗复杂多样，其中以信奉印度教的人数最多，占80%左右。

## 人口分布
印度人口分布主要集中于北部喜马拉雅山脉南麓的恒河流域，尤其以北部的“印地语带”和东部的恒河三角洲最为稠密。印度人口最多的北方邦拥有超过2亿人口，是世界上人口最多的一级行政区。北方邦、比哈尔邦、恰蒂斯加尔邦、贾坎德邦、拉贾斯坦邦、中央邦六个邦约占印度人口的40%。

## 主要语言群体
- 印度斯坦族：占印度总人口的46.3%，主要分布在印度北方邦、中央邦、哈里亚纳邦、比哈尔邦和拉贾斯坦邦等地。多数人信奉印度教，部分人信奉伊斯兰教、佛教、基督教和耆那教等。大部分说印地语，少数人说乌尔都语。
- 泰卢固族：占印度总人口的8.6%。主要分布在安得拉邦，说泰卢固语，大多信仰印度教，其次是伊斯兰教和基督教。
- 孟加拉族：占印度总人口的7.7%，主要分布在西孟加拉邦、比哈尔邦和奥里萨邦等，说孟加拉语，大多数人信印度教。
- 马拉地族：占印度总人口的7.6%，主要分布在马哈拉施特拉邦。主要信奉印度教和佛教。
- 古吉拉特族：占印度总人口的4.6%，主要分布在古吉拉特邦。说古吉拉特语，多数人信仰印度教，少数人信伊斯兰教和耆那教。
- 加拿达族：占印度总人口的3.87%，说加拿达语，分布在卡纳塔卡邦。
- 马拉亚拉姆族：占印度总人口的3.59%，说马拉亚拉姆语，分布在喀拉拉邦。
- 旁遮普族：占印度总人口的2.3%，主要分布在旁遮普邦，大部分人说旁遮普语，少数说印地语和乌尔都语。信奉锡克教和印度教。

## 性别比例
印度人口性别比例一度呈现失衡状态，长期以来一直被称为“女性消失的国家” 。20世纪70年代，印度男女性别比高达1000∶930，性别不平衡差距明显。1994年，印度通过《产前确定试验法》，宣布性别选择性堕胎为非法。随着各地文化教育水平、社会保障提高，这一状况有所改善，根据2021年印度卫生部发布的数据，印度男女性别比为1000：1020，首次出现女多男少的情况。

### 引用
1. ↑   (PDF).   [2024-08-20]. （原始内容存档 (PDF)于2023-03-08）.
2. ↑  .   [2008-06-12]. （原始内容存档于2008-06-17）.
3. ↑  Soutik Biswas. . BBC. 2023-05-03  [2023-11-15]. 原始内容存档于2023-11-15 （中文）.
4. ↑  . Pew Research Center.   [2015]. （原始内容存档于2023-11-29）.
5. ↑  CYT. . 马来西亚诗华日报新闻网. 2021-11-26  [2022-04-22]. （原始内容存档于2021-11-26） （中文（中国大陆））.